# Peter Krenn (Politiker)
Peter Krenn (* 8. Februar 1889 in Kumberg bei Weiz/Steiermark; † 21. Juli 1958 in Graz) war ein österreichischer Landespolitiker der Steiermark (Abgeordneter zum Landtag der Christlichsozialen Partei von 1919 bis 1933 und Landesrat von 1933 bis 1938/Vaterländische Front).

## Leben

### Frühes Leben
Peter Krenn wurde in ärmlichen Verhältnissen in Kumberg bei Weiz geboren. Die Mutter hatte vor der Heirat bereits zwei Söhne; der Vater, der sehr früh verwaist war und vermutlich zeitlebens Analphabet blieb, arbeitete zumeist als Tagelöhner.
Später zog die Familie nach Graz, wo Peter Krenn von 1895 bis 1903 die Volksschule in Maria Grün besuchte. Von 1903 bis 1907 absolvierte er die Lehrausbildung zum Schlosser bei der Firma „Gebrüder Kerl“ in der Merangasse in Graz.
Der berufliche Weg führte Peter Krenn 1907 erstmals nach Eisenerz, wo er bei der Bergdirektion als Schlosser angestellt und zusätzlich zum Maschinenelektriker ausgebildet wurde.
1908 ging er auf Wanderschaft, die ihn nach Innsbruck führte, wo er bei den Städtischen Elektrizitätswerken Innsbruck Arbeit fand. Bis 1910 blieb er in Tirol. Diese beiden Jahre wirkten prägend für die spätere Laufbahn. Krenn fand im Katholischen Arbeiterverein eine Heimat, die ihm allgemeine Fort- und politische Bildung ermöglichte. Er war im Debattierklub, in der Theaterriege und beim Bergsteigen aktiv. Hier wurden erste politisch wirksame Verbindungen geknüpft. Er wurde in den Ausschuss des Vereines gewählt.
Ab 1911 kehrte Peter Krenn wieder nach Eisenerz zurück; erneut wurde er bei der Alpine Montangesellschaft als Elektriker und Montageschlosser angestellt. Seine Tätigkeit war als kriegswichtig eingestuft, daher blieb ihm ein Einsatz an der Front des Ersten Weltkrieges erspart. Ob seine pazifistische Einstellung schon damals gegeben war, ist ungesichert.

### Politisches Leben/Berufliches Leben
In Eisenerz wurde Peter Krenn zum Obmann des dortigen Katholischen Arbeitervereins gewählt. Da er für sein politisches Engagement und sein Talent zum Sprechen bekannt war, wurde er 1919 von Verwandten und Kollegen zur Kandidatur für den ersten frei gewählten Landtag motiviert. In seinen öffentlichen Reden setzte er sich für die Besserstellung der Arbeiterschaft ein; im Alter von dreißig Jahren zog er in den Steirischen Landtag ein.
In Eisenerz war er maßgeblich an der Gründung der ersten christlichen Bergarbeitergewerkschaft beteiligt. Auch in den Gemeinderat Eisenerz wurde er als einer von drei Vertretern der Christlichsozialen Partei gewählt und fungierte als Bürgermeisterstellvertreter.
Trotz seiner politischen Aufgaben arbeitete und wohnte Krenn weiterhin am Erzberg; er pendelte von Eisenerz nach Graz.
1925 erfolgte der Umzug nach Graz, wo er mit dem Amt des Landessekretärs und Obmanns der Katholischen Arbeitervereine der Steiermark betraut wurde.
Beruflich arbeitete Peter Krenn in Graz als leitender Beamter im Bereich des Krankenkassenwesens. Josef Krainer sen. (Landeshauptmann der Steiermark von 1948 bis 1971) war ihm als Sekretär unterstellt.
1919 bis 1934 war Peter Krenn Abgeordneter zum Landtag der Christlichsozialen Partei. Sein Anliegen war die Verbesserung der sozialen Lage der Arbeiterschaft sowie der Klein- und Kleinstbauern. Demgemäß setzte er sich für den Ausbau der Sozialversicherung für alle ein.
1933 bis 1938 wurde er als Regierungsmitglied in die Steiermärkische Landesregierung berufen.  Seine Agenda als Landesrat unter den Landeshauptmännern Alois Dienstleder und Karl M.Stepan umfasste in erster Linie soziale Angelegenheiten. Während dieses Zeitraumes war im österreichischen Ständestaat als einzige Partei die Vaterländische Front zugelassen.
Als 1938 der Landeshauptmann und andere Regierungsmitglieder im KZ Dachau interniert wurden, wurde Peter Krenn ebenfalls von der Gestapo verhaftet, aber nach einem Monat polizeilicher Schutzhaft in der Paulusgasse wieder entlassen.  Berichtet wird, dass Gauleiter Sigfried Uiberreither, der im Krankenkassenverband Untergebener von Peter Krenn gewesen war, seine schützende Hand über seinem ehemaligen Vorgesetzten gehalten habe. 1944 wurde Peter Krenn im Zug des Stauffenberg-Attentates erneut verhaftet; er verbrachte allerdings nur einen Tag in Haft, weil er zum Zeitpunkt des Anschlages den Aufenthalt im Landeskrankenhaus in der Folge eines schweren Unfalls (siehe unter Privates Leben und Späteres Leben) nachweisen konnte.
1945 kehrte Peter Krenn nicht mehr in die Politik zurück; Grund dafür sind die Folgen des oben erwähnten Unfalls.

### Privates Leben und Späteres Leben
Peter Krenn heiratete 1914 in Eisenerz Stefanie Mair. Das Paar bekam sieben Kinder.
Nach der Machtübernahme der Nationalsozialisten 1938 fand Peter Krenn nur schwer Arbeit, war arbeitslos oder zeitweilig als Lagerhalter beschäftigt.
Im Mai 1944 hatte er einen schweren Fahrradunfall, der von Mai bis August einen Aufenthalt im LKH Graz nach sich zog. Die Folgen des Schädel-Hirntraumas und der Augenverletzung blieben für den Rest seines Lebens bestimmend.
Ab 1945 wurde Peter Krenn bei der Landesversicherungsanstalt Graz angestellt. Von 1949 bis zur Pensionierung 1954 erfüllte er die Funktion des stellvertretenden Abteilungsleiters in der Steiermärkischen Gebietskrankenkasse für Arbeiter und Angestellte. Darüber hinaus hatte er bis 1958 verschiedene Aufsichtsratsposten, u. a. bei der STEWEAG, inne.
Im Juli 1958 starb Peter Krenn im Alter von 69 Jahren an Magenkrebs und Lungenentzündung. An seiner Beerdigung am Friedhof St. Peter nahmen zahlreiche steirische und österreichische Politiker teil. Geehrt wurde sein unermüdliches Engagement für die „kleinen Leute“.

### Ehrenamtliches Engagement
Von 1925 bis 1939 hatte Peter Krenn in der Karitas Steiermark den Posten des Kassiers inne.
Ein großes Anliegen war ihm der Kleinrentner Landesverband mit der Werksküche in der Wielandgasse in Graz, den er von 1954 bis 1958 leitete.
1952 wurde Krenn mit dem goldenen Ehrenzeichen des Arbeiter- und Angestelltenbundes der ÖVP ausgezeichnet.